# (100443) 1996 RS
(100443) 1996 RS es un asteroide perteneciente al cinturón de asteroides, descubierto el 9 de septiembre de 1996 por el equipo del Near Earth Asteroid Tracking desde el Observatorio de Haleakala, Hawái, Estados Unidos.

## Designación y nombre
Designado provisionalmente como 1996 RS.

## Características orbitales
1996 RS está situado a una distancia media del Sol de 2,670 ua, pudiendo alejarse hasta 3,462 ua y acercarse hasta 1,878 ua. Su excentricidad es 0,296 y la inclinación orbital 12,64 grados. Emplea 1594 días en completar una órbita alrededor del Sol.

## Características físicas
La magnitud absoluta de 1996 RS es 15,1.